# Szekef
Szekef (hebr.: שקף) – moszaw położony w samorządzie regionu Lachisz, w Dystrykcie Południowym, w Izraelu.
Leży w Szefeli, w pobliżu Judei i przy granicy terytorium Autonomii Palestyńskiej.

## Historia
Moszaw został założony w 1981, jako część planu osadniczego Ariela Szarona.

## Gospodarka
Gospodarka moszawu opiera się na intensywnym rolnictwie i uprawach w szklarniach.